# Кам'яне Поле
Кам'яне́ По́ле — село в Україні, у Глеюватській сільській громаді Криворізького району Дніпропетровської області.
Населення — 502 мешканця.

## Географія
Село Кам'яне Поле знаходиться на лівому березі річки Саксагань, нижче за течією на відстані 1 км розташоване село Шевченківське, на протилежному березі — місто Кривий Ріг. Поруч проходить залізниця, станція Кам'яне Поле за 2 км.
Село витягнулось з північного сходу на південний захід на 2,5 км. Центральною вулицею є вулиця Кам'яна, яка простягається через усе село.

## Історія
Село — колишня менонітська колонія нім. Steinfeld (з німецької — «кам'янисте поле»), яку заснували німецькі переселенці в другій половині XIX століття. Таку назву поселення отримало від того, що ґрунт в околицях дуже кам'янистий: тут на поверхню виходять вапняки і кварцити.
У лютому 1932 в Кам’яному Полі  організували Жовтневий коопгосп тресту «Руда». Потім його  реорганізували в радгосп № 22.  Кожна копальня на Криворіжжі мала  прикріплений до неї коопхоз або радгосп. Працювати там було престижно, тому що всім робітникам видавали паспорти і оплачували працю живими грошима, а не міфічними трудоднями, які отримували безпаспортні колгоспники. У 1936-37 роках агрономом радгоспу № 22 працював Коморний Іван Тимофійович (1896-1937) У радгоспі № 22 був гуртожиток.
В селі знаходиться Храм Святителя Іоанна Милостивого (ПЦУ).

## Визначні пам'ятки

### Кам'янопільська братська могила
У центрі села, на Кам'яній вулиці, знаходиться братська могила радянських воїнів, полеглих в роки Німецько-радянської війни.
Тут, під гіллям розлогих старих тополь стоїть двометровий скульптурний пам'ятник — у вигляді фігури солдата, що тримає у руках поховальний вінок.

### Урочище Набережне
На північній околиці села знаходиться тутешня природна пам'ятка — Набережне урочище. Це мальовниче чергування ярів та пагорбів, що місцями круто обриваються до русла річки Саксагань. Урочище вкрите природною степовою рослинністю, на схилах ростуть чагарники, у яких гніздяться різні птахи.

### Могила Баба
За 2 км на схід від села розташований курган Могила-Баба — пам'ятка історії національного значення. Абсолютна висота кургану — 130 м, а відносна — близько 8 метрів.
Щодо походження назви кургану існує дві версії: згідно з першою, на його вершині стояла фігура жінки, так звана кам'яна баба, яких було безліч в південноукраїнських степах. За іншою, цікавішою, версією, у цій могилі поховано одного із сподвижників Богдана Хмельницького — полковника Небабу.
Курган був важливою стратегічною точкою під час Німецько-радянської війни. Нацистські окупанти влаштували на ньому добре укріплений оборонний пункт. В жовтні 1943 року за висоту «Могила-Баба» розпочались запеклі бої — німці намагались не пропустити радянські війська до Кривого Рогу. Висота в ході тривалих боїв по кілька разів переходила із рук в руки. Врешті, 20 лютого 1944 року нацисти були остаточно витіснені з Бабиної Могили.
Нині на кургані створено меморіал пам'яті, на верхівці встановлено гармату. До кургану веде алея і сходи, біля підніжжя — гранітна брила з написом: «Тут насмерть боролись з фашистами в кінці 1943 воїни 82-го стрілецького корпусу — герої битви за Кривий Ріг». Навколо кургану зберігся бункер, військові землянки, окопи.
Щороку, 9 травня, на Могилі-Бабі відбувається вшанування пам'яті загиблих у війні криворіжців.

## Населення

### Мова
Розподіл населення за рідною мовою за даними перепису 2001 року:
| Мова            | Кількість | Відсоток |
| --------------- | --------- | -------- |
| українська      | 450       | 89.64%   |
| російська       | 51        | 10.16%   |
| інші/не вказали | 1         | 0.20%    |
| Усього          | 502       | 100%     |